# Craig Miller
Craig Michael Miller (ur. 10 czerwca 1985) – nowozelandzki zapaśnik walczący w obu stylach. Ćwierćfinalista igrzysk Wspólnoty Narodów w 2014. Szósty na mistrzostwach Wspólnoty Narodów w 2011. Pięciokrotny medalista mistrzostw Oceanii w latach 2012–2016.
Po dyskwalifikacji za doping Australijczyka Vinoda Kumara, z którym przegrał decydującą walkę w turnieju kwalifikacyjnym do igrzysk w Rio de Janeiro 2016, został zakwalifikowany na zawody. Nie wystartował jednak w turnieju (w kategorii 66 kg) z powodu kontuzji więzadeł stawu kolanowego.